# Сосново (Локнянський район)
Сосново (рос. Сосново) — присілок в Локнянському районі Псковської області Російської Федерації.
Населення становить 25 осіб. Входить до складу муніципального утворення Подберезинская волость.

## Історія
Від 2015 року входить до складу муніципального утворення Подберезинская волость.

## Населення
| 2001 | 2002 | 2010 |
| ---- | ---- | ---- |
| 46   | ↘35  | ↘25  |